# Anopheles sergentii
Anopheles sergentii este o specie de țânțari din genul Anopheles. A fost descrisă pentru prima dată de Theobald în anul 1907. Conform Catalogue of Life specia Anopheles sergentii nu are subspecii cunoscute.